# Glasfiber
 Der er for få eller ingen kildehenvisninger i denne artikel, hvilket er et problem. Du kan hjælpe ved at angive troværdige kilder til de påstande, som fremføres i artiklen.

Glasfiber er et byggemateriale, der har meget plastiske egenskaber og stor trækstyrke, og som kan samles til et kompositmateriale ved sammenklistring med særlige limtyper. Dette produkt er slidstærkt, vandtæt, slagfast og meget let i forhold til andre materialer med tilsvarende egenskaber.
Fibrene i glasfiber er meget tynde strenge af glas, der væves sammen til et klæde (glasfibervæv), der kan bruges som tapet på mange typer overflader – der ikke behøver være plane, da vævet kan modelleres temmelig meget uden at revne.
Vævet kan anvendes alene ved at fjerne formen efter modellering.
Glasfibervæv anvendes til: tapet (især i vådrum), til bilkarosserier, mindre skibe og til forskellige typer beholdere og gulvbelægning. Enkelte glasfibre bruges til dataoverførsel, hvor de i stigende grad overtager funktionen fra de traditionelle kobberkabler. Her overføres data i form af lysglimt i stedet for som elektriske impulser (se lysleder).
Glasfiber er typisk brugt til bådbyggeri, i alverdens henseender.
Typisk limes glasfibervæv (måtter af glasfiber) fast til skumplader, med lim så som polyesterlim eller WestSystem-lim. Det smarte ved glasfiber er, at det er særligt slidstærkt og det kan bøjes efter skumpladerne.